# Dacryocytose
La dacryocytose (du grec « dakuron »: larme et « kutos »: cellule) désigne l'excès dans le sang de dacryocytes, c'est-à-dire d'hématies en forme de larmes ayant une extrémité arrondie et l'autre effilée.
La dacryocytose est établie lorsque le nombre de dacryocytes excède un élément par champ de microscope au moyen grossissement. 

## Aspects cliniques
La dacryocytose est observée lors des myélofibroses (splénomégalies myéloïdes chroniques, infiltrations néoplasiques de la moelle ou d'une autre origine), mais aussi lors des splénomégalies de toute origine ou des anémies sévères,.
Chez les patients thalassémiques une dacryocytose résulte de l'extraction par la rate des inclusions formées par les précipités
de chaînes de globine non appariées.

## Mécanisme de formation
Il s'agit d'une déformation irréversible de l'hématie qui survient lors de sa sortie de la moelle victime de fibrose, ou encore d'origine splénique du fait d'un temps de passage allongé dans une rate de gros volume. La déformation en elliptocyte est une étape intermédiaire,. 